# 闕所
闕所（けっしょ、または「欠所」と書く）とは、前近代において財産没収刑（所領を没収すること）又はその刑罰により所有者がいなくなった所領のことをいう。

## 概要
闕所とは本来は、死亡・逃亡・追放・財産没収などによって本来の所有者・権利者を欠く状態になった土地や所領・所職を指した。例えば、跡継ぎがいないまま病死した者の土地なども闕所と称せられた。
中世に入ると、財産の没収を行うことによって没収された土地や所領・所職が闕所になることから、土地などを没収する財産刑の1つとして位置づけられるようになった。
江戸時代に入ると、重罪の者の付加刑として位置づけられ、田畑、家屋敷、家財を根こそぎ収公（没収のうえ、幕府の財産になる）するものである。

## 歴史

### 中世
前述の通り、闕所には元々所有者・権利者を欠いた土地などを指しており、必ずしも犯罪による没収に由来したものではなかった。こうした闕所に対して利害関係者が由緒を盾に闕所の給付を要求する場合があった。
例えば、闕所になった者の一族が自分たち一族の跡であることを名目として闕所地を非一族に流出させないことを求める場合、あるいは闕所になった者の以前に知行していた者あるいはその子孫が本主としての権利回復を求める場合である。これは土地は売買や譲渡の後も以前の所有者こそが真実の権利者で、何らかの契機によって権利を回復することが認められるという、土地に関する特殊な権利概念に由来している。
鎌倉時代以後、戦による敗者や罪を犯した者の土地などを没収することを闕所と称する事例が登場し、室町時代には専らこちらの意味で用いられるようになった。
なお、この場合、対象者の全財産を没収することを「闕所」と称し、一部没収である「収公」との区分が付けられていた。前者の場合は戦いの勝者が、後者の場合は警察権の行使者が獲得し、その自由処分に任された。
前者の代表的なものとして治承・寿永の乱の平家没官領、承久の乱の京方跡闕所、元弘の乱の北条高時法師与党人跡闕所などが挙げられる。
後者の場合、通常は犯人を追捕検断し、裁判で有罪とした者が闕所を行うこととされていたが、多くの場合は裁判で闕所を決定した幕府が獲得し、実際に追捕検断にあたった地頭や荘官などが報償としてその一部の分与を受けた。
闕所となった土地はその仕組上、警察・司法・軍事に関する諸権限を有していた幕府に集中することとなったが、幕府はその一部を自己の直轄領に編入し、追捕検断にあたった者に分与したものの、闕所によって御恩と奉公（土地給付とその見返りである御家人役負担）の考えに基づく主従関係が破綻することは望ましいものではなく、新しい領主を決定しなければならなかった。当然のように前述の一族や本主が給付を求めて訴え、それ以外にも希望者が殺到して幕府の頭を悩ませた。
『御成敗式目』には承久の乱の闕所地（京方跡闕所）の処分が決定した後も本主として権利を主張することを禁じたり（16条）、裁判中に闕所となることを期待して当事者を誹謗することを禁じたり（44条）している。
また、鎌倉時代後期には北条氏一族が各地の御家人の所領を奪った反動により、鎌倉幕府とともに同氏が滅亡すると、北条氏に所領を奪われた御家人たちが本主権を盾に闕所（北条高時法師与党人跡闕所）の給付を求めて後醍醐天皇の建武政権に殺到した。
室町時代になると、室町幕府の闕所処分に現地の守護なども関与するようになり、守護領国制形成にも影響を与えた。
また、有徳人など所領を持っていない武士以外の人々に対しても家屋敷や動産などを没収する闕所が行われるようになった。

### 近世
江戸時代において、闕所は死刑と追放刑に処せられた者を対象として行われた。
闕所は付加刑として行われ、妻が婚姻時に持参した金銭や田畑も没収されるが、妻名義となっている田畑は対象から除かれる。また寺社付の品物以外は全て没収された。これは家族を着の身着のままで放逐することで実質上の連帯責任を負わせる意図を有していた。
- 磔、火罪、獄門、死罪、遠島、重追放に対して田畑、家屋敷、家財を没収[1]。
- 中追放は田畑、家屋敷が、軽追放 は田畑がそれぞれ没収になった[1]。
- 利欲にかかる犯罪では江戸十里四方追放や所払でも田畑、家屋敷が没収となった[2]。

※ただし、重追放以下は1745年（延享2年）以後は武士に限定されて適用された。
江戸幕府には大目付の下に闕所によって接収した物品を売却するための闕所物奉行という役職も設置された。闕所財産は牢屋の修繕や与力同心の駕籠代・旅籠代などの経費にあてられた。
なお、家財には該当者の持つ債権・債務が含まれていたが、その扱いは没収する領主側に一任されており、事務の煩雑を理由に債権が放棄されて債務者が結果的に救済される例や逆に当該者が多額の債務を抱えていながら領主側が闕所財産を清算して債権者に配分する意向のない場合には、債権者には事実上の泣き寝入りを迫られた。
実際、質入された土地・家屋に関しては質取人に元金分を補償した上で没収されたが、その他の闕所財産は多くは入札にかけられて代金はそのまま領主の財政収入に組み込まれている。
また、欠落（出奔）した場合にもこれに準じて闕所が行われて田畑、家屋敷、家財の没収が行われた。しかし、江戸時代中期以後には罪を犯していない農民の欠落で、なおかつ当該者に相続人がいる場合には農業経営に必要な田畑、家屋敷などの没収は免除され、債権・債務などのみが没収される（結果的には欠落農民の相続人は主要財産はそのまま継承して借金だけが免除される）という奇妙な規定が登場するようになる。これは農業経営の存続を保証することで年貢負担の担い手である農民の土地への復帰を促すための政策の一環であり、家族が存在しても闕所によって家財のほとんどが没収となった、欠落した武士や商人などとは扱いが異なっていたと言える。
闕所で有名な事件は、1595年（文禄4年）の園城寺（三井寺）や1705年（宝永2年）の淀屋辰五郎の件があげられる。